# قرار مجلس الأمن التابع للأمم المتحدة رقم 2090
قرار مجلس الأمن التابع للأمم المتحدة رقم 2090، المتخذ بالإجماع في 13 فبراير 2013.

## روابط خارجية
- نص القرار في undocs.org